# Софія Батицька

Софія Батицька

Софія Батицька (пол. Zofia Batycka; 22 серпня 1907, Львів, Австро-Угорщина — 9 червня 1989, Лос-Анджелес, США) — польська актриса театру і кіно. 1930 року перемогла у конкурсі «Міс Полонія».
Вважається провісником польської еротичної сцени — у фільмі «Моральність пані Дульської» можна побачити її голі ноги (коліна, литки і трохи стегна), відображені в дзеркалі. Ця подія в той час (1930 р.) викликала значний скандал.

## Життєпис

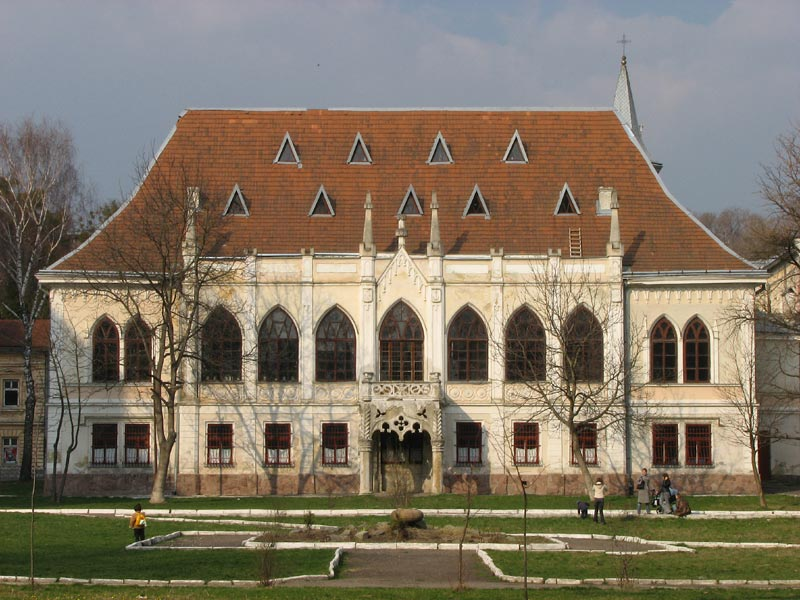
Палац Туркулів-Комелло

Софія Батицька народилася в родині львівського адвоката Євгеніуша Батицького (пол. Eugeniusz Batycki). Сім'я Батицьких була заможною, їм належав свого часу Палац Туркулів-Комелло на вулиці Пекарській. По закінченню гімназії, вступила у Варшавську Головну Торговельну Школу. Ще коли була студенткою, вперше знялася у фільмі.
Ян Кепура, блискучий співак — тенор у 1928 році разом зі своєю нареченою Софію Батицькою відпочивав у Трускавці, але їх одруження так і не відбулося.
1930 року перемогла у конкурсі «Міс Полонія», на який зголосилося 5000 претенденток. Згодом мала титул «Віце-міс Європа» (1930) та «Міс Парамаунт» (1931). Після цього американське агентство International Artists запропонувало їй контракт, підписавши який Софія виїхала до США. З виїздом Софії закордон пов'язаний один конфуз — у 1931 році конкурс Міс Польща не змогли провести, через те, що Батицька «забула» віддати перехідну корону.
Пробувши в Голлівуді два роки, Батицька не змогла знятися в жодній кінострічці, і в 1934 році вона повертається до Польщі і деякий час грає на театральній сцені.
Незабаром вона вийшла заміж за громадянина Голландії та переїхала в Антверпен. У США на постійне місце проживання вона виїхала вже після закінчення Другої світової війни.
Після смерті чоловіка, який забезпечував родину, Софія змогла заробляти собі на життя і допомагати матері за рахунок викладання мов (вона вільно володіла чотирма, у тому числі есперанто), а згодом влаштувалася на роботу в галерею Backstreet Antiques.
У старості Софія опинилася в будинку для літніх людей, де й померла, забута всіма.

## Фільмографія
- «Kobieta, która się śmieje» (1931; «Жінка, яка сміється» — Іза Брентон);
- «Dziesięciu z Pawiaka» (1931; «Десять з Пав'яку» — Ольга, коханка генерала);
- «Moralność Pani Dulskiej» (1930; «Моральність пані Дульської» — акторка (цю п'єсу Габріелі Запольської 1957 року на Київській кіностудії імені Олександра Довженка екранізував кінорежисер Олексій Швачко);
- «Szlakiem hańby» (1929; «Шляхом ганьби» — Іза, агентка поліції);
- «Grzeszna miłość» (1929; «Гріховне кохання» — Іза Чосльовська);
- «Dusze w niewoli» (1923; «Душі у неволі» — Леонтина Ленська).

## Галерея

Кадр з фільму «Моральність пані Дульської»
«Міс Полонія — 1930» в рекламі польської косметики «Miraculum»